# جولي دوسيت
جولي دوسيت هي فنانة قصص مصورة كندية، ولدت في 31 ديسمبر 1965 في مونتريال في كندا.

## وصلات خارجية
- الموقع الرسمي
- جولي دوسيت على موقع إن إن دي بي (الإنجليزية)